# Homo luzonensis
Homo luzonensis – kopalny gatunek człowieka, którego szczątki zostały odkryte w jaskini Callao w Peñablance na Filipinach w 2007 roku przez Armando Salvadora Mijaresa. Znalezisko składało się z pojedynczej kości śródstopia o długości 61 milimetrów, której wiek – obliczony metodą uranowo-torową – został oszacowany na 67 tys. lat.
Do 2019 biologiczna klasyfikacja człowieka z Callao pozostawała niepewna. Odkryta kość śródstopia (prawa kość śródstopia III) została zidentyfikowana jako pochodząca od jednego z gatunków rodzaju Homo, jednakże dokładne przypisane jej do konkretnego gatunku pozostaje nierozwiązane. Powstały koncepcje, według których człowiek z Callao może być Homo sapiens lub Homo floresiensis, choć ten drugi często uważany jest nie za odrębny gatunek, a za patologiczną formę tego pierwszego. Aby móc przyporządkować szczątki do jednego z tych gatunków, niezbędne jest jednak zbadanie żuchwy lub czaszki okazu. W latach późniejszych od odkrycia zespół, który odkrył szczątki, starał się o zezwolenie na poszukiwania innych okazów w okolicy znaleziska.
10 kwietnia 2019 zespół naukowców z Francji, Australii i Filipin opublikował wyniki swoich prac, których rezultatem było zidentyfikowanie skamieniałości odkrytych w jaskini Callao jako szczątków wymarłego gatunku człowieka, który został nazwany Homo luzonensis. Publikacja pojawiła się na łamach czasopisma „Nature”.

## Opis
Choć według początkowych hipotez pojawienia się człowieka na Filipinach pierwsi ludzie dostali się tam przechodząc przez pomosty lądowe podczas ostatniej epoki lodowcowej plejstocenu, najnowsze badania batymetryczne cieśniny Mindoro i kanału Sibutu dowodzą, iż żaden z pomostów nie był do końca ciągły. Obecne hipotezy mówią o tym, że człowiek z Callao i jego współplemieńcy przybyli do Luzon z Sundy na tratwach. Okres pojawienia się H. luzonensis jest zbliżony do migracji innych mieszkańców Sundy, którzy znani są z rozległych podróży w okolicach linii Wallace’a, co rozpoczęło osadnictwo na Nowej Gwinei i w Australii.
Szczątki upolowanych zwierząt znaleziono w tej samej warstwie osadowej co kość H. luzonensis. Wskazuje to, iż hominid ten posiadał pewien stopień wiedzy z zakresu użycia narzędzi, aczkolwiek żadne kamienne narzędzia nie zostały odnalezione. Szczątki znalezionych zwierząt pochodzą od sambara filipińskiego, świni oraz wymarłego gatunku bydła. Brak kamiennych artefaktów może świadczyć o użyciu narzędzi wykonanych z roślin – na przykład bambusa.
Wzrost tego człowieka określa się na ok. 1,2 metra. 